# سیارک ۴۹۸۵
سیارک ۴۹۸۵ (به انگلیسی: 4985 Fitzsimmons، نامگذاری:1979QK4) چهار هزار و نهصد و هشتاد و پنجمین سیارک کشف شده‌است که در ۲۳ اوت ۱۹۷۹ کشف شد.
قدر مطلق سیارک برابر ۱۳٫۱۰ است.